# ボレスワフ1世 (ポーランド王)
ボレスワフ1世（ポーランド語：Bolesław I ボレースワフ・ピェールフシ、966年/967年? - 1025年6月17日）は、ピャスト朝のポーランド公（在位：992年 - 1025年）、ポーランド国王（在位：1025年）、ボヘミア公（チェコ語名：ボレスラフ・フラブルィー、Boleslav Chrabrý, 在位：1003年 - 1004年）。ミェシュコ1世とボヘミア公ボレスラフ1世の娘ドゥブラフカ（マイセン辺境伯ギュンター未亡人）の子。

## 生涯
992年、父ミェシュコ1世の死を受けてポーランド公に即位する。まずは公国の領土を画定した。治世前半では、神聖ローマ皇帝オットー3世と同盟を結んで関係を強化し、その援助をしたため、オットー3世は1000年に首都ポズナニ郊外のグニェズノをプラハのアダルベルトの墓参りのため訪問した際、ボレスワフ1世と会談、彼に神聖ローマ帝国の貴族の称号と冠を授け、ポーランドにグニェズノ大司教座に加え、クラコフ、ヴロツワフ、コウォブジェクに司教座を置くことに合意した。

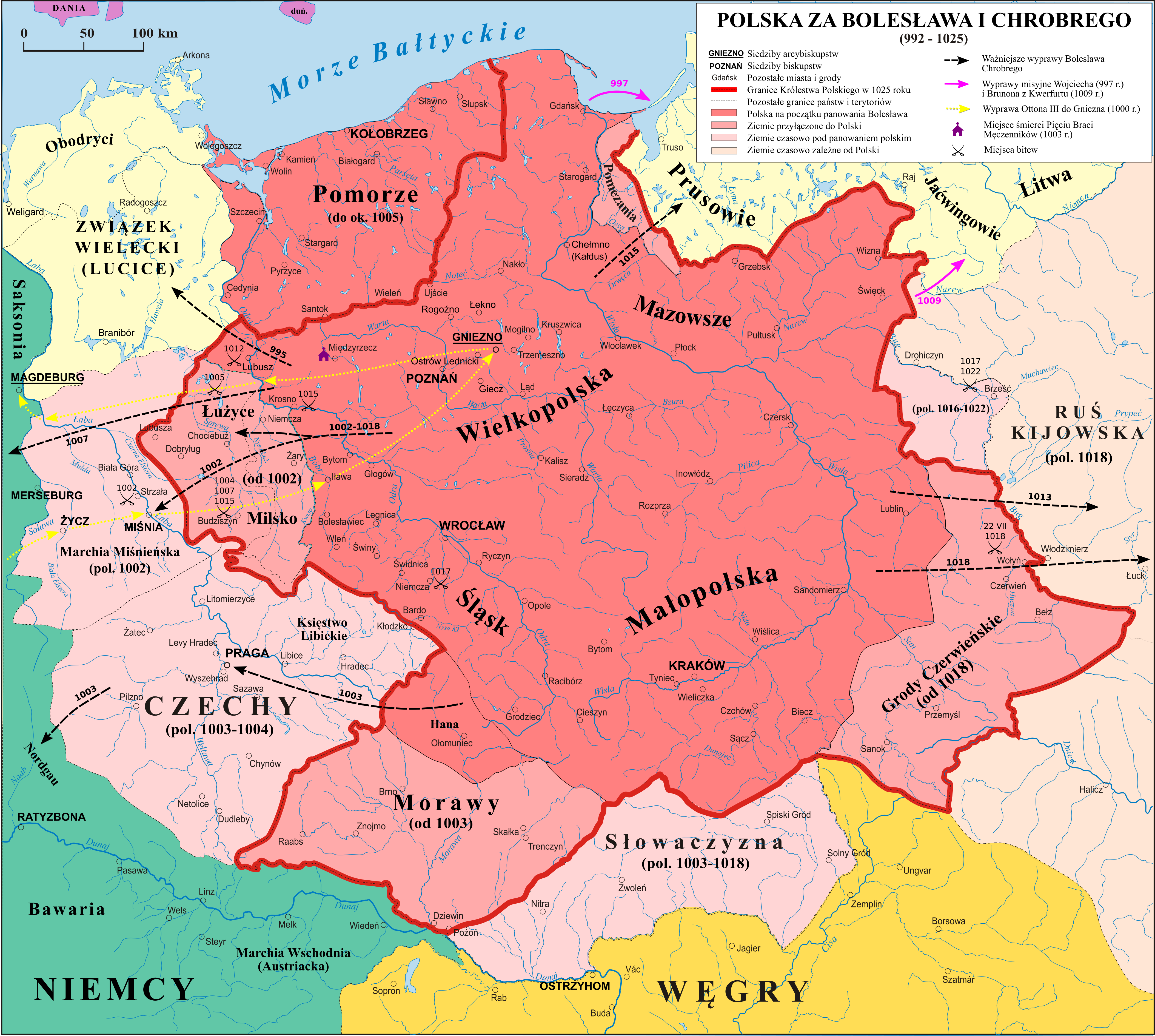
ポレスワフ1世の治世（992-1025）における版図
992年のポーランド公国領は濃いピンク
1025年のポーランド王国国境は赤線
そのほかにPomorze（ポメラニア）、Miśnia（マイセン）、Czechy（チェコ）
なども支配した

ボレスワフ1世は軍事に重きを置き、強力な騎兵隊を編成して軍備を強化した。1003年から1004年にかけてチェコを征服して一時、支配下に置き、自らボヘミア公となった。そしてマジャル人やクロアチア人の居留地に侵攻してポーランド東南部に勢力を拡大した。甥（妹の息子）にあたるデンマーク王子クヌート（のちのデンマーク王クヌーズ2世）が1015年から行なったイングランド遠征に際しては、配下のポーランド諸侯と騎兵を送って援助した。1018年、キエフ公国と東ローマ帝国が対立すると、東ローマ皇帝バシレイオス2世と同盟を結んでキエフ公国を撃退し一部を征服した。西に進んでラウジッツを征服し、神聖ローマ帝国領のマイセンを侵略して手に入れた。征服に抵抗した住民はことごとく捕え、奴隷としてイスラム世界などに売り飛ばしたため、これらの地域で非常に恐れられた。1018年に結ばれた和約によって、これらの占領地のうちの一部を獲得した。一方、西ポモージェは喪失した。
一方で、イタリアや東ローマ帝国から進んだ文化を次々と取り入れた。また、イベリア半島の後ウマイヤ朝からイスラム文化を取り入れ、ポーランド公国を大いに発展させた。
1025年、死去。死の直前に王冠を受け取り、ポーランド公国は王国に昇格。すでに体調が悪かったボレスワフ1世は正式な戴冠式は行わなかったがポーランド王国初代の王と認知された。武勇に優れていたことから、『勇敢王』(Bolesław Chrobry ボレースワフ・フローブルィ:「勇敢なボレスワフ」)と称された。
現在ポーランドで発行されている20ズウォティ紙幣の、表面側の肖像に採用されている。

## 結婚と子女
最初に、マイセン辺境伯リクダックの娘（名前不詳）と結婚した。この結婚は980年代初めに行われたとみられ、ザクセン貴族との連携を強め、リクダックの後にマイセン辺境伯をボレスワフの息子に継承させることを目論んでのことであった。しかし985年のリクダックの死後、この結婚は政治的価値を失い、解消された。
二度目に、「ハンガリー人の女性」と結婚した。一説にはハンガリー大公ゲーザの娘とも考えられているが、一般的に認められてはいない。1子をもうけたが、後にこの結婚も解消された。
- ベスプリム（986/7年 - 1032年） - ポーランド王（1031年 - 1032年）

三度目に、「尊い領主ドブロミルの娘」エムニルダと結婚した。彼女の父親はスラヴ人で、リウドルフィング家に近しいブランデンブルクの在地領主か、ポーランドに併合される前の最後のヴィスワ人（en）領主と考えられている。エムニルダは夫ボレスワフの「不安定な性格」に影響を与えた。
- 娘（987/8年 - 1013年以降） - 修道女[4][7]
- レゲリンダ（989年 - 1016年3月21日以後） - 1002/3年にマイセン辺境伯ヘルマン1世と結婚[7]
- ミェシュコ2世（990年 - 1034年） - ポーランド王（1025年 - 1031年、1032年 - 1034年）
- 娘（995年 - 1018年8月14日以降） - 1005年から1012年の間にキエフ大公スヴャトポルク1世と結婚[7]
- オットー（1000年 - 1033年）[7]

1018年2月3日に、マイセン辺境伯エッケハルト1世（ボレスワフ1世の異父兄）の娘オーダと結婚した。
- マティルダ（1018年以降 - 1036年以降） - 1035年5月18日にオットー・フォン・シュヴァインフルトと婚約（または結婚）